# Vermoorungen südlich Allersberg und bei Seligenporten
Vermoorungen südlich Allersberg und bei Seligenporten este o arie protejată (arie specială de conservare — SAC, sit de importanță comunitară — SCI) din Germania întinsă pe o suprafață de 12,23 ha, integral pe uscat.

## Localizare
Centrul sitului Vermoorungen südlich Allersberg und bei Seligenporten este situat la coordonatele 49°15′42″N 11°17′07″E / 49.2617°N 11.2853°E.

## Înființare
Situl Vermoorungen südlich Allersberg und bei Seligenporten a fost declarat sit de importanță comunitară în noiembrie 2004 pentru a proteja un număr necunoscut de specii din flora spontană și fauna sălbatică aflate în arealul zonei. Situl a fost protejat și ca arie specială de conservare în aprilie 2016.

## Biodiversitate
Situată în ecoregiunea continentală, aria protejată conține 5 habitate naturale: Lacuri eutrofice naturale cu vegetație de tip Magnopotamion sau Hydrocharition, Formațiuni ierboase bogate în specii de Nardus, dezvoltate pe substraturi silicioase în zone montane (și în zone submontane, în Europa continentală), Pajiști cu Molinia pe soluri calcaroase, turboase sau argilos-nămoloase (Molinion caeruleae), Mlaștini turboase de tranziție și turbării mișcătoare, Mlaștini alcaline.
La baza desemnării sitului se află un număr nedeclarat de specii protejate.